# Antônio da Costa Correia Leite
Antônio da Costa Correia Leite, de pseudônimo Mário de Artagão  foi um jornalista e poeta brasileiro.
Foi um dos membros fundadores da Academia Rio-Grandense de Letras.
Encontra-se poesia da sua autoria  no periódico O Azeitonense  (1919-1920).

## Obras
- Música Sacra
- As Infernais
- Rimas Pagãs
- Saltério